# Marc Oliver Pritzen
Marc Oliver Pritzen (Windhoek, 11 augustus 1999) is een in Namibië geboren Zuid-Afrikaans wielrenner, die anno 2021 rijdt voor de ploeg Team Qhubeka.

## Carrière
Pritzen wist in 2019 het Eindklassement te winnen in de Tour of Good Hope, in deze ronde won hij de vijfde etappe en samen met zijn ploeggenoten ook de ploegentijdrit. Vanaf 2020 maakt hij deel uit van de opleidingsploeg Team Qhubeka.
Pritzen won in 2021 het Zuid-Afrikaans kampioenschap op de weg.

## Palmares
2019
3e etappe (ploegentijdrit) en 4e etappe Tour of Good Hope
Eind- en jongerenklassement Tour of Good Hope
2021
 Zuid-Afrikaans kampioenschap tijdrijden, onder 23
 Zuid-Afrikaans kampioenschap op de weg, Elite

## Resultaten in voornaamste wedstrijden
|      | \| Jaar \| \| WK op de weg \| \| ---- \| \| ------------ \| \| 2022 \| \| opgave \| |              |
| Jaar |                                                                                     | WK op de weg |
| 2022 |                                                                                     | opgave       |